# 清真下二社寺
清真下二社寺是中国甘肃省临夏回族自治州临夏市的一座清真寺，位于临夏市下二社巷9号，临夏市人民医院东南。

## 历史
清真下二社寺创建于清代，为八坊十二寺之一。

## 建筑
清真下二社寺公布为临夏市不可移动文物。